# Donald Campbell

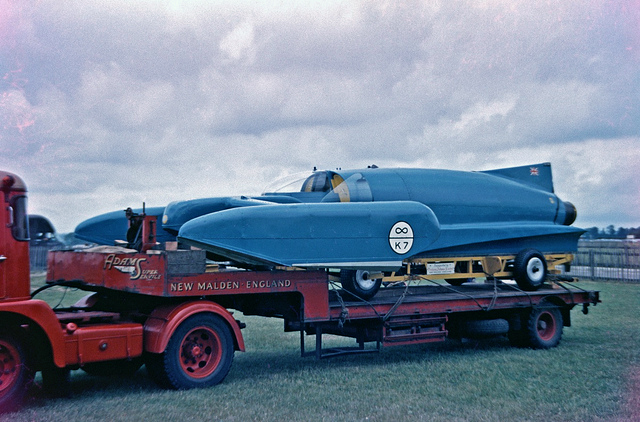
Bluebird K7 1960.

Donald Malcolm Campbell, född 23 mars 1921 i Kingston upon Thames i London, död 4 januari 1967 i Coniston Water i Cumbria, var en brittisk racerförare. Han var son till Malcolm Campbell.
Campbell körde både bilar och motorbåtar och är känd för sina hastighetsrekord. Strax efter att han slagit sitt eget världsrekord med båten Bluebird K7 kraschade han i 480 km/h.  Trots omfattande dykningar kunde Campbell inte hittas. Först 34 år senare, år 2001, hittade dykare resterna av en kropp fortfarande klädd i en racingoverall som verkade ha halshuggits av båtens vindruta.  DNA-test med Campbells dotter bekräftade identiteten.